# Asota macrosticta
Asota macrosticta là một loài bướm đêm trong họ Erebidae.